# I Don't Wanna Live Without Your Love
I Don't Wanna Live Without Your Love е хитова песен, написана от Даян Уорън и Албърт Хемънд за групата „Чикаго“ и записана за албума им Chicago 19 (1988), като Бил Чамплин пее основните вокали. Това е първият сингъл на „Чикаго“, в който Бил Чамплин сам изпълнява всички водещи вокали. Това е първият сингъл, издаден от Chicago 19, той достига трето място в класацията „Билборд Хот 100“ на САЩ. Издаденият сингъл съдръжа на обратната си страна песента I Stand Up, написана от Робърт Лам и Джерард Макмеън. I Don't Wanna Live Without Your Love заема позиция №48 в края на 1988 г. в „Билборд“.
В съвремнна рецензия, видеоклипът на песента, получава похвали от критиката, въпреки че е критикуван за това, че съдържанието му не прилича на песента, както и много от помоционалните видеа от 80-те, които се излъчват по „Ем Ти Ви“. В същата рецензия се казва: „За съжаление във видеото има много повече креативност и забавление, отколкото в самата песен. Ако човек наистина се чувства принуден да слуша I Don't Wanna Live Without Your Love, най-добрият начин да му се наслади е като гледате музикалното видео.“